# Тумашинов, Лукбек Шабданович
Лукбек Шабданович Тумашинов (каз. Ұлықбек Шабданұлы Тұмашинов, род. 6 июля 1963, Жулдыз) — казахстанский государственный деятель, член Комитета по экономической реформе и региональному развитию Мажилиса Парламента Республики Казахстан VIII созыва.

## Биография
Родился 6 июля 1963 года в селе Жулдыз, ныне Улькен Нарынского района Восточно-Казахстанской области.

### Образование
В 1985 году завершил обучение в Нежинском педагогическом институте, получил специальность «Учитель русского языка и русской литературы».

### Трудовая деятельность
Свою трудовую деятельность начал как учитель в селе Жулдыз.
С 1987 года трудился в должности инструктора в организационном отделе районного комитета партии, а также занимал должности руководителя в различных организациях.
С 1989 по 1991 годы возглавлял районную комсомольскую организацию, работал директором филиала страховой компании «Шарапат» с 1996 года и директором ТОО «Элхон» с 2004 года.

## Выборные должности
С 2011 года являлся депутатом Восточно-Казахстанского областного маслихата.
С 28 марта 2023 года является депутатом Мажилиса Парламента Республики Казахстан VIII созыва. Выдвинут партией «Аманат» по избирательному округу № 29 (Восточно-Казахстанская область). В Парламенте работает в должности члена Комитета по экономической реформе и региональному развитию.

## Награды
- Орден «Курмет» (2011);
- Орден «Парасат» (2018).
- Почётный гражданин Катон-Карагайского района.